# Golden Star Bank
Golden Star Bank est une banque nord-Coréenne, et est la dernière banque de Corée du Nord située à l'étranger. Cette banque était située à Vienne (en Autriche), elle est détenue par la Korea Daesong Bank (qui elle est basée à Pyongyang en Corée du Nord). Cette branche autrichienne de la Korea Daesong Bank a été créée en 1982 et a été obligée d'arrêter ses activités en juin 2004 suspectée selon le Ministère Autrichien de l'Intérieur d'« espionnage, de blanchiment d'argent, de répartition d'argent tirée du commerce illégal d'armes ou de substances radioactives »,. Le bâtiment de la banque s'élevait sur 5 étages, pour une surface de 800 m2.
La banque serait utilisée comme base des services secrets nord-coréen, selon les autorités autrichiennes. La banque aurait été impliquée dans du blanchiment d'argent. De nombreux comptes, de cette banque, suspectés d'être secrets, ont été fermés, sous la pression internationale ; de plus, c'était une des conditions pour l'adhésion de l'Autriche à l'UE.
Dans un câble diplomatique (qui a été divulgué sur WikiLeaks), le Secrétaire d'État américain a exprimé des inquiétudes quant à la volonté de la Corée du Nord de construire un remplaçant de la Golden Star Bank en Suisse.

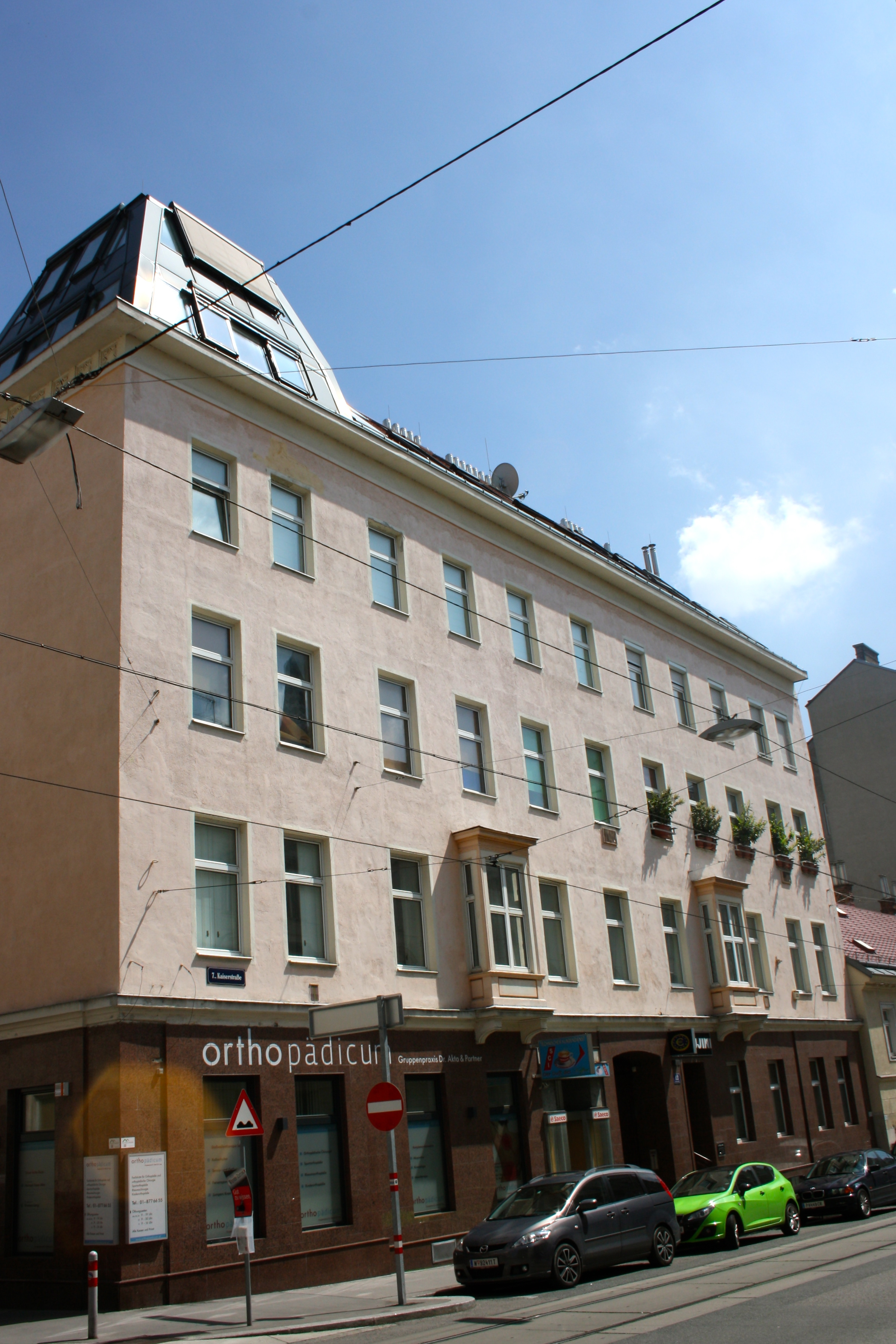
Image du bâtiment ou se situait le Golden Star Bank, Kaiserstraße 12, Vienne, Autriche
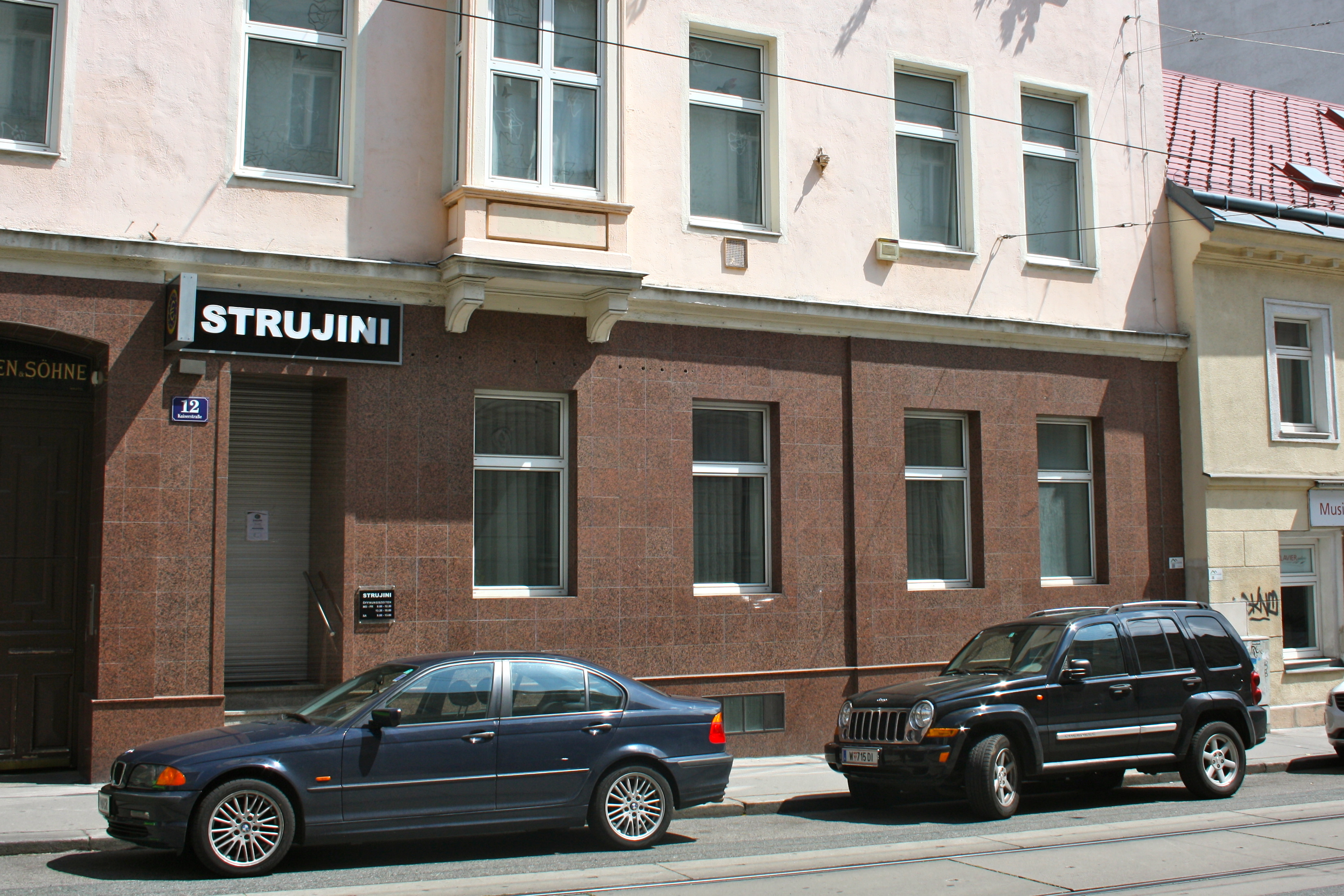
Image du bâtiment ou se situait le Golden Star Bank, Kaiserstraße 12, Vienne, Autriche
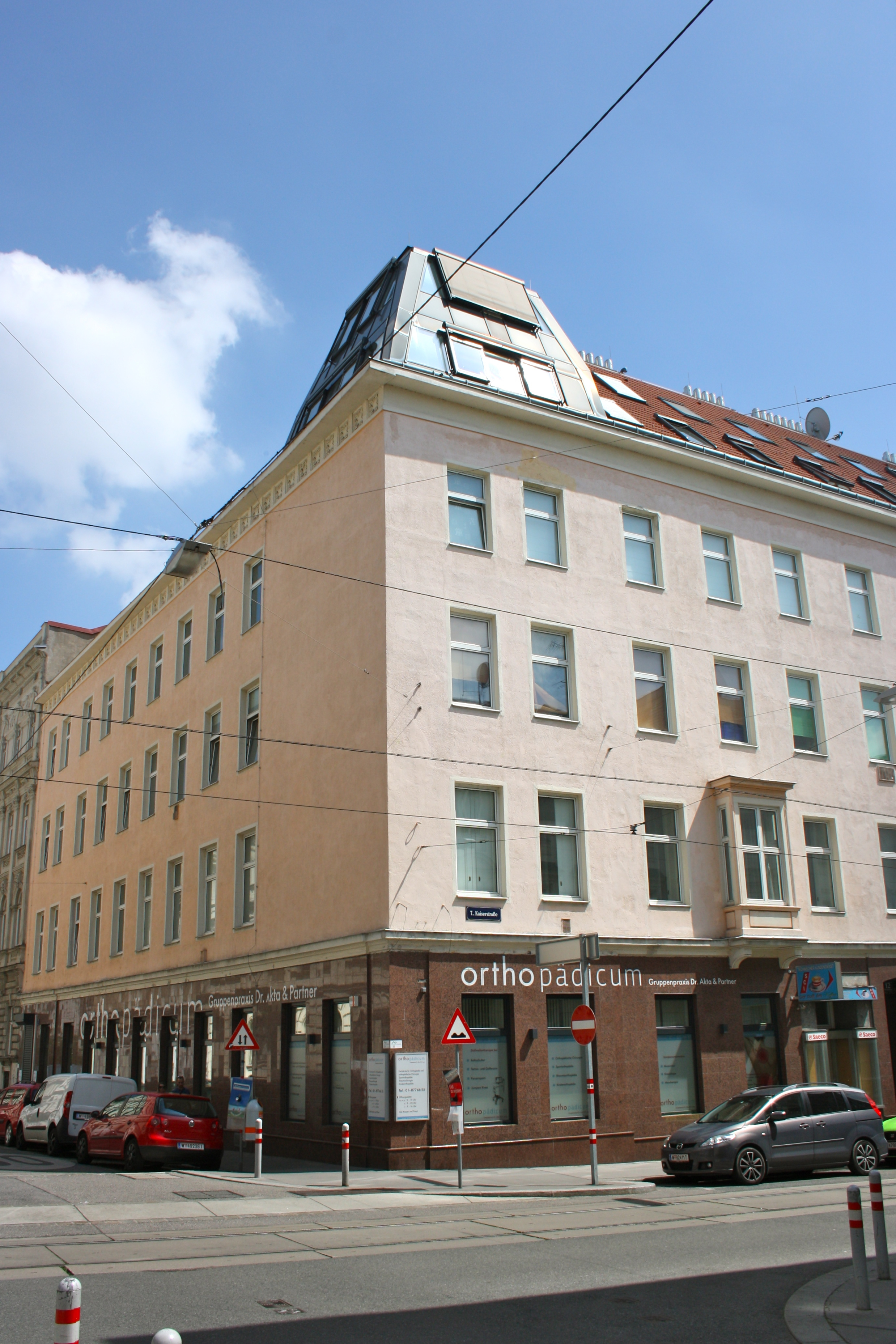
Image du bâtiment ou se situait le Golden Star Bank, Kaiserstraße 12, Vienne, Autriche